# منتخب كاليدونيا الجديدة لكرة القدم للسيدات
منتخب كاليدونيا الجديدة الوطني لكرة القدم للسيدات (بالفرنسية: Équipe de Nouvelle-Calédonie féminine de football)‏ هو ممثل كاليدونيا الجديدة الرسمي في المنافسات الدولية في كرة القدم للسيدات، يديريه اتحاد كاليدونيا الجديدة لكرة القدم.